# Anthony Crane
Anthony Crane est un acteur de films pornographiques américain.

## Distinctions
- 2000 : AVN Award Meilleure prestation non-sexuelle (Best Non-Sex Performance) pour Double Feature![2]
- 2002 : AVN Award Meilleur acteur - Film (Best Actor - Film) pour Beast

## Filmographie succincte
- Beast (2001, en français : Les fleurs du mâle)
- M: Caught in the Act (2000)
- Tara Patrick AKA Filthy Whore (2000)
- Double Feature (en français : Pile ou face)